# Sommesous
Sommesous település Franciaországban, Marne megyében. Lakosainak száma 474 fő (2022. január 1.). Sommesous Mailly-le-Camp, Poivres, Bussy-Lettrée, Dommartin-Lettrée, Haussimont, Montépreux és Soudé községekkel határos.

## Népesség
A település népessége az elmúlt években az alábbi módon változott:
| Lakosok száma | 515  | 430  | 400  | 428  | 525  | 526  | 533  | 502  | 487  | 474  |
|               | 1968 | 1982 | 1990 | 2006 | 2013 | 2015 | 2017 | 2019 | 2020 | 2022 |